# 默文·克罗斯曼
默文·克罗斯曼（英語：Mervyn Crossman，1935年4月7日—2017年6月20日），澳大利亚男子曲棍球运动员。他曾代表澳大利亚国家队参加1960年和1964年夏季奥林匹克运动会曲棍球比赛，其中1964年奥运会获得一枚铜牌。